# Sunfang (köpinghuvudort i Kina, Jiangxi Sheng, lat 27,87, long 116,18)
Sunfang är en köpinghuvudort i Kina. Den ligger i provinsen Jiangxi, i den sydöstra delen av landet, omkring 95 kilometer söder om provinshuvudstaden Nanchang. Antalet invånare är 20 232. Befolkningen består av 9 568 kvinnor och 10 664 män. Barn under 15 år utgör 29,0 %, vuxna 15-64 år 64 %, och äldre över 65 år 6,0 %.
Runt Sunfang är det tätbefolkat, med 511 invånare per kvadratkilometer. Närmaste större samhälle är Fuzhou, 18,0 km nordost om Sunfang. Trakten runt Sunfang består till största delen av jordbruksmark.
Genomsnittlig årsnederbörd är 2 281 millimeter. Den regnigaste månaden är juni, med i genomsnitt 426 mm nederbörd, och den torraste är oktober, med 17 mm nederbörd.